# Curtea Veche
Curtea Veche (la Vieille Cour princière) est la cour de l'ancienne résidence princière. Elle se situe dans le centre (Strada Franceză, Secteur 1) de Bucarest (Roumanie). Elle a été construite en tant que résidence pendant le règne de Vlad III l'Empaleur au XVe siècle et accueille maintenant un musée. Elle a été déplacée sous le règne de son frère Radu II l'Élégant, qui déplaça la résidence princière et la capitale de la Valachie à Bucarest. Au XVIe siècle, Mircea V Ciobanul la reconstruisit complètement et elle devint ainsi le noyau de Bucarest, entouré par les maisons des commerçants et des maçons. Alexandre Ypsilantis construisit la Curtea Nouă en 1775 sur la butte de Spirea : la précédente prit alors le nom de vieille cour.
Dans son rôle actuel de musée, le palais et le voisinage ont inspiré le roman de Mateiu Caragiale Les Seigneurs du Vieux-Castel (ro) (1929).
La Curtea Veche est également au centre des efforts pour restaurer le centre historique de Bucarest.